# Rugby en Argentina en 2016
El rugby en Argentina en 2016 tiene como principal novedad que los Jaguares debutaron en el Super Rugby, el principal campeonato de franquicias del hemisferio sur.

## Pumas

### Ventana de junio
| 11 de junio | Pumas | 30 - 24 | Italia | Estadio Brigadier General Estanislao López, Santa Fe |  |
|             |       |         |        | Asistencia: 30.000 espectadores                      |  |

| 18 de junio | Pumas | 30 - 19 | Francia | Estadio Monumental José Fierro, Tucumán |  |

| 25 de junio | Pumas | 0 - 27 | Francia | Estadio Monumental José Fierro, Tucumán |  |

### Rugby Championship
| 20 de agosto, 17:05 SAST (UTC+2)                                   | Sudáfrica | 30 – 23 | Pumas | Estadio Mbombela, Nelspruit | |
|                                                                    | Titulares: - 15-Goosen 14-Combrinck 13-Mapoe - 12-de Allende 11-Habana 10-Jantjies - 9-de Klerk 8-Whiteley 7-Mohojé 6-Louw - 5-de Jager 4-Etzebeth 3-Redelinghuys - 2-Strauss (c) 1-Mtawarira - Suplentes: - 16-Mbonambi 17-Kitshoff 18-Koch 19-du Toit 20-Jaco Kriel 21-Paige 22-de Jongh - 23-Jesse Kriel · - Tries - Combrinck 6' - Goosen 70' - Whiteley 78' - Conversiones - (3/3) Jantjies 8', 71', 79' - Penales - (3/5) Jantjies 17', 55', 73' - (0/2) Goosen - Tarjetas - Habana 45' hasta 55' | Reporte | Titulares: - 15-Tuculet 14-Cordero 13-Orlando - 12-Hernández 11-Montero 10-Sánchez - 9-Landajo 8-Isa 7-Leguizamón 6-Matera - 5-Lavanini 4-Alemanno 3-Herrera 2-Creevy (c) 1-Tetaz Chaparro - Suplentes: - 16-Montoya 17-Arregui 18-Pieretto 19-Petti - 20-Ortega Desio 21-Cubelli - 22-González Iglesias 23-Moyano · - Tries - 24' Orlando - 66' Cordero - Conversiones - 26', 67' Sánchez (2/2) - Penales - 15', 23', 64' Sánchez (3/4) - Tarjetas - 21' hasta 31' Montero | Asistencia: 27 357 espectadores Árbitro(s): Glen Jackson - Jueces de touch: - Jérôme Garcès - Ben O'Keeffe - Television Match Official: - George Ayoub | Asistencia: 27 357 espectadores Árbitro(s): Glen Jackson - Jueces de touch: - Jérôme Garcès - Ben O'Keeffe - Television Match Official: - George Ayoub |
| Agustín Creevy alcanzó sus 50 partidos con la selección Argentina. | |         | | | |

| 27 de agosto, 16:40 AST (UTC-3) | Pumas | 26 – 24 | Sudáfrica | Estadio Padre Ernesto Martearena, Salta | |
| | Titulares: - 15-Tuculet 14-Cordero 13-Orlando - 12-Hernández 11-Montero 10-Sánchez - 9-Landajo 8-Isa 7-Leguizamón 6-Matera - 5-Lavanini 4-Alemanno 3-Herrera 2-Creevy (c) 1-Tetaz Chaparro - Suplentes: - 16-Montoya 17-Noguera Paz 18-Pieretto - 19-Petti 20-Ortega Desio 21-Cubelli - 22-González Iglesias 23-González Amorosino · Tries - Tuculet 30' - Leguizamón 47' - Conversiones - (1/1) Sánchez 32' - (1/1) Hernández 48' - Penales - (2/2) Sánchez 22', 29' - (1/1) Hernández 54' - (1/1) González Iglesias 77' - Tarjetas - Herrera 19' hasta 29' | Reporte | Titulares: - 15-Goosen 14-Combrinck 13-Mapoe - 12-de Allende 11-Habana 10-Jantjies - 9-de Klerk 8-Whiteley 7-Mohojé 6-Louw - 5-de Jager 4-Etzebeth 3-Koch 2-Strauss (c) - 1-Mtawarira - Suplentes: - 16-Mbonambi 17-Kitshoff 18-Adriaanse - 19-du Toit 20-Jaco Kriel 21-Paige 22-Steyn - 23-Jesse Kriel Tries - 44' Habana - 67' du Toit - Conversiones - 45' Goosen (1/1) - Steyn (0/1) - Penales - 20', 42' Jantjies (2/4) - 63', 73' Steyn (2/3) - Drops - Steyn (0/1) | Asistencia: 17 000 espectadores Árbitro(s): Jérôme Garcès - Jueces de touch: - Glen Jackson - Ben O'Keeffe - Television Match Official: - George Ayoub | Asistencia: 17 000 espectadores Árbitro(s): Jérôme Garcès - Jueces de touch: - Glen Jackson - Ben O'Keeffe - Television Match Official: - George Ayoub |
| Tomás Cubelli alcanzó sus 50 partidos con la selección Argentina. - Argentina derrota a Sudáfrica por primera vez jugando como local. | |         | | | |

| 10 de septiembre, 19:35 NZST (UTC+12)      | Nueva Zelanda | 57 – 22 | Pumas | Waikato Stadium, Hamilton | |
|                                            | Titulares: - 15-B. Smith 14-Dagg 13-Fekitoa 12-Crotty - 11-J. Savea 10-Barrett 9-A. Smith 8-Read (c) - 7-Cane 6-Kaino 5-Whitelock 4-Retallick - 3-O. Franks 2-Coles 1-Moody - Suplentes: - 16-Taylor 17-Crockett 18-Faumuina - 19-Romano 20-A. Savea 21-TJ Perenara - 22-Cruden 23-Lienert-Brown Tries - J. Savea 10' - B. Smith 23', 66' - Barrett 35' - Crotty 53', 63' - Faumuina 56' - Romano 76' - Conversiones - (6/6) Barrett 11', 24', 36', 54', 57', 64' - (1/1) Cruden 68' - (0/1) Dagg - Penales - (1/1) Dagg 31' - (0/2) Barrett | Reporte | Titulares: - 15-Tuculet 14-Moroni 13-Orlando - 12-Hernández 11-Cordero 10-Sánchez - 9-Landajo 8-Isa 7-Ortega Desio 6-Matera - 5-Alemanno 4-Petti 3-Herrera 2-Creevy (c) - 1-Tetaz Chaparro - Suplentes: - 16-Montoya 17-Noguera Paz 18-Pieretto - 19-Kremer 20-Senatore 21-Cubelli - 22-González Iglesias 23-Moyano Tries - 2' Cordero - Conversiones - 2' Sánchez (1/1) - Penales - 14', 18', 26', 38', 49' Sánchez (5/6) | Asistencia: 23 361 espectadores Árbitro(s): Craig Joubert - Jueces de touch: - Angus Gardner - Marius Mitrea - Television Match Official: - George Ayoub | Asistencia: 23 361 espectadores Árbitro(s): Craig Joubert - Jueces de touch: - Angus Gardner - Marius Mitrea - Television Match Official: - George Ayoub |
| Marcos Kremer hizo su debut internacional. | |         | | | |

| 17 de septiembre, 18:05 AWST (UTC+8)                                                                                              | Australia | 36 – 20 | Pumas | Perth Oval, Perth | |
| | Titulares: - 15-Folau 14-Haylett-Petty 13-Kerevi 12-Foley - 11-Hodge 10-Cooper 9-Genia 8-Pocock - 7-Hooper 6-Mumm 5-Coleman 4-Simmons - 3-Kepu 2-Moore (c) 1-Sio - Suplentes: - 16-Polota-Nau 17-Slipper 18-Robertson - 19-Arnold 20-Timani 21-McMahon 22-Phipps - 23-Kuridrani · Tries - Kerevi 1' - Haylett-Petty 7' - Genia 11', 51' - Hooper 63' - Conversiones - (4/5) Foley 2', 8', 12', 64' - Penales - (1/1) Hodge 74' - Tarjetas - Sio 32' hasta 42' - Cooper 67' hasta 77' | Reporte | Titulares: - 15-Tuculet 14-Cordero 13-Moroni - 12-González Iglesias 11-González Amorosino - 10-Sánchez 9-Cubelli 8-Isa 7-Leguizamón - 6-Matera 5-Alemanno 4-Ortega Desio - 3-Herrera 2-Creevy (c) 1-Tetaz Chaparro - Suplentes: - 16-Montoya 17-Noguera Paz 18-Pieretto - 19-Kremer 20-Senatore 21-Landajo - 22-Ascárate 23-Orlando Tries - 43' Cordero - 71' Isa - Conversiones - 43', 71' Sánchez (2/2) - Penales - 22', 33' Sánchez (2/3) | Asistencia: 16 202 espectadores Árbitro(s): Wayne Barnes - Jueces de touch: - Nigel Owens - Nick Briant - Television Match Official: - Ben Skeen | Asistencia: 16 202 espectadores Árbitro(s): Wayne Barnes - Jueces de touch: - Nigel Owens - Nick Briant - Television Match Official: - Ben Skeen |
| Dean Mumm alcanzó los 50 partidos con la selección de Australia. - Tom Robertson y Lopeti Timani hicieron su debut internacional. | |         | | | |

| 01 de octubre, 19:10 AST (UTC−3)             | Pumas | 17 – 36 | Nueva Zelanda | Estadio José Amalfitani, Buenos Aires | |
|                                              | Titulares: - 15-Tuculet 14-Cordero 13-Moroni - 12-González Iglesias 11-Moyano 10-Sánchez - 9-Landajo 8-Isa 7-Ortega Desio 6-Matera - 5-Alemanno 4-Petti 3-Herrera 2-Creevy (c) - 1-Tetaz Chaparro - Suplentes: - 16-Montoya 17-Noguera Paz 18-Pieretto - 19-Leguizamón 20-Senatore 21-Cubelli - 22-de la Fuente 23-Orlando Tries - Isa 57' - Tuculet 76' - Conversiones - (1/1) Sánchez 57' - (1/1) González Iglesias 77' - Penales - (1/1) Sánchez 33' | Reporte | Titulares: - 15-B. Smith 14-Dagg 13-Lienert-Brown - 12-Crotty 11-J. Savea 10-Barrett 9-TJ Perenara 8-Read (c) 7-A. Savea 6-Squire 5-Retallick - 4-Tuipulotu 3-O. Franks 2-Coles 1-Moody - Suplentes: - 16-Taylor 17-Crockett 18-Tu'ungafasi - 19-Whitelock 20-Dixon 21-Kerr-Barlow - 22-Sopoaga 23-McKenzie · Tries - 27' Lienert-Brown - 34' Crotty - 38' Coles - 40' TJ Perenara - 44' B. Smith - Conversiones - 28', 36', 39', 45' Barrett (4/5) - Penales - 2' Barrett (1/1) - Tarjetas - 51' hasta 61' Moody - 64' hasta 74' Squire | Asistencia: 46 000 espectadores Árbitro(s): Jaco Peyper - Jueces de touch: - Angus Gardner - Marius van der Westhuizen - Television Match Official: - Johan Greeff | Asistencia: 46 000 espectadores Árbitro(s): Jaco Peyper - Jueces de touch: - Angus Gardner - Marius van der Westhuizen - Television Match Official: - Johan Greeff |
| Damian McKenzie hizo su debut internacional. | |         | | | |

| 08 de octubre, 19:30 BST (UTC+1) | Pumas | 21 – 33 | Australia | Twickenham Stadium, Londres | |
|                                  | Titulares: - 15-Tuculet 14-Moroni 13-Orlando - 12-De La Fuente 11-Moyano - 10-González Iglesias 9-Landajo 8-Senatore - 7-Ortega Desio 6-Matera 5-Alemanno 4-Petti - 3-Herrera 2-Creevy (c) 1-Noguera Paz - Suplentes: - 16-Montoya 17-García Botta 18-Pieretto - 19-Kremer 20-Cubelli 21-Leguizamón - 22-Ascárate 23-González Amorosino Tries - Alemanno 20' - De La Fuente 44' - Conversiones - (1/2) González Iglesias 46' - Penales - (3/5) González Iglesias 40', 54', 69' | Reporte | Titulares: - 15-Folau 14-Haylett-Petty 13-Kerevi 12-Foley - 11-Hodge 10-Cooper 9-Genia 8-Timani - 7-Hooper 6-Mumm 5-Coleman 4-Arnold - 3-Kepu 2-Moore (c) 1-Sio - Suplentes: - 16-Hanson 17-Robertson 18-Alaalatoa - 19-Douglas 20-Fardy 21-Houston - 22-Phipps 23-Kuridrani · Tries - 5' Coleman - 38', 49' Kerevi - 76' Mumm - Conversiones - 5', 50' Foley (2/4) - Penales - 10', 26', 73' Foley (3/3) - Tarjetas - 16' hasta 26' Hooper - 30' hasta 40' Coleman | Asistencia: 48 515 espectadores Árbitro(s): Mathieu Raynal - Jueces de touch: - JP Doyle - Matthew Carley - Television Match Official: - Rowan Kitt | Asistencia: 48 515 espectadores Árbitro(s): Mathieu Raynal - Jueces de touch: - JP Doyle - Matthew Carley - Television Match Official: - Rowan Kitt |

- Posición final: 4.º puesto (1 victoria, 5 derrotas)

### Ventana de noviembre
| 5 de noviembre | Japón | 20 – 54 | Pumas | Prince Chichibu Memorial Stadium, Tokio |                          |
|                | Titulares: - 15-Matsushima 14-Lemeki 13-Lotoahea 12-Tatekawa 11-Yamada 10-Yu Tamura 9-Tanaka 8-Mafi 7-Mimura 6-Helu 5-Kajikawa 4-Anise 3-Hatakeyama 2-Horie (c) 1-Nakatani Suplentes: - 16-Kizu 17-Yamamoto 18-Ito 19-Yatabe 20-Ilaua 21-Matsuhashi 22-Ogawa 23-Lafaele Tries Mafi 52' Lemeki 79' Conversiones Yu Tamura 52', 80' Penales Yu Tamura 5', 22' | Reporte | Titulares: - 15-Tuculet 14-Moroni 13-Orlando 12-de La Fuente 11-Cordero 10-Sánchez 9-Landajo 8-Isa 7-Ortega Desio 6-Lezana 5-Alemanno 4-Petti 3-Herrera 2-Creevy (c) 1-Noguera Paz Suplentes: - 16-Montoya 17-García Botta 18-Pieretto 19-Senatore 20-Leguizamón 21-Cubelli 22-González Iglesias 23-Moyano Tries 13', 49' Moroni 36', 62' Sánchez 42', 65' Cordero 74' Cubelli Conversiones 36', 43', 49', 65', 75' Sánchez Penales 18', 30', 39' Sánchez | Árbitro(s): Romain Poite                | Árbitro(s): Romain Poite |

| 12 de noviembre | Gales | 24 – 20 | Pumas | Principality Stadium, Cardiff |                           |
|                 | Titulares: - 15-Halfpenny 14-North 13-J Davies 12-S Williams 11-L Williams 10-Biggar 9-G Davies 8-Moriarty 7-Tipuric 6-Warburton 5-Jones 4-Charteris 3-Francis 2-Owens 1-Jenkins (c) Suplentes: - 16-Smith 17-Baldwin 18-Lee 19-Hill 20-Kin 21-L Williams 22-Anscombe 23-Roberts Tries L Williams 42' G Davies 54' Conversiones Halfpenny 55' Penales Halfpenny 14', 23', 65', 77' | Reporte | Titulares: - 15-Tuculet 14-Moroni 13-Orlando 12-Hernández 11-Cordero 10-Sánchez 9-Landajo 8-Isa 7-Ortega Desio 6-Matera 5-Alemanno 4-Petti 3-Herrera 2-Creevy (c) 1-Noguera Paz Suplentes: - 16-Montoya 17-García Botta 18-Pieretto 19-Senatore 20-Lezana 21-Cubelli 22-González Iglesias 23-De la Fuente Tries 47' Hernández 60' Landajo Conversiones 48', 61' Sánchez Penales 3', 73' Sánchez | Árbitro(s): Angus Gardner     | Árbitro(s): Angus Gardner |

| 19 de noviembre | Escocia | 19 – 16 | Pumas | Murrayfield Stadium, Edimburgo |                          |
|                 | Titulares: - 15-Hogg 14-Maitland 13-Jones 12-Dunbar 11-Seymour 10-Russell 9-Laidlaw (c) 8-Barclay 7-Watson 6-Bradbury 5-Gray 4-Gilchrist 3-Fagerson 2-Brown 1-Dell Suplentes: - 16-Ford 17-Allan 18-Low 19-Swinson 20-Wilson 21-Price 22-Horne 23-Visser Tries Maitland 53' Conversiones Laidlaw 54' Penales Laidlaw 2', 27', 62', 80' | Reporte | Titulares: - 15-Tuculet 14-Moroni 13-Orlando 12-Hernández 11-Cordero 10-Sánchez 9-Landajo 8-Isa 7-Ortega Desio 6-Matera 5-Alemanno 4-Petti 3-Herrera 2-Creevy (c) 1-Noguera Paz Suplentes: - 16-Montoya 17-García Botta 18-Pieretto 19-Senatore 20-Leguizamón 21-Cubelli 22-De la Fuente 23-Estellés Tries 49' Orlando Conversiones 50' Sánchez Penales 38', 43', 61' Sánchez | Árbitro(s): Ben O’Keeffe       | Árbitro(s): Ben O’Keeffe |

| 26 de noviembre | Inglaterra | 27 - 14 | Pumas | Twickenham Stadium, Londres |  |

## Pumas VII

### Masculino

#### Serie Mundial de Rugby 7
- Seven de Dubái: 7.º, semifinalista de plata
- Seven de Sudáfrica: 2.º, finalista de oro
- Seven de Nueva Zelanda: 6.º, finalista de plata
- Seven de Australia: 5.º, campeón de plata
- Seven de Estados Unidos: 7.º, semifinalista de plata
- Seven de Canadá: 11.º, semifinalista de bronce
- Seven de Hong Kong: 9.º, campeón de bronce
- Seven de Singapur: 4.º, semifinalista de oro
- Seven de Francia: 4.º, semifinalista de oro
- Seven de Londres: 6.º, finalista de plata
- Posición final: 5.º puesto

#### Otros torneos
- American Sevens 2016: Campeón invicto
- Seven de Viña del Mar 2016: Campeón
- Torneo Olímpico Masculino: 6.º puesto

### Femenino
- Seven Sudamericano Femenino 2016: 2.º puesto
- Torneo Olímpico Femenino: No clasificado
  - Torneo Preolímpico Mundial Femenino: 6.º puesto

## Argentina XV

### Americas Rugby Championship
| 6 de febrero | Estados Unidos | 35 - 35 | Argentina XV | BBVA Compass Stadium, Houston, Estados Unidos |  |
|              |                | Reporte |              |                                               |  |

| 13 de febrero | Argentina XV | 52 - 15 | Chile | Estadio del Bicentenario, San Juan, Argentina |  |
|               |              | Reporte |       |                                               |  |

| 20 de febrero | Uruguay | 21 - 24 | Argentina XV | Estadio Domingo Burgueño Miguel, Maldonado, Uruguay |  |
|               |         | Reporte |              |                                                     |  |

| 28 de febrero | Argentina XV | 54 - 21 | Canadá | Duendes Rugby Club, Rosario, Argentina |  |
|               |              | Reporte |        |                                        |  |

| 5 de marzo | Brasil | 7 - 42  | Argentina XV | Estádio Martins Pereira, São José dos Campos, Brasil |  |
|            |        | Reporte |              |                                                      |  |

- Posición final: Campeón con cuatro victorias y un empate.

### Sudamérica Rugby Cup
| 28 de mayo | Uruguay | 8 - 16 | Argentina XV | Estadio Suppici, Colonia, Uruguay |  |

| 4 de junio | Chile | 12 - 87 | Argentina XV | Estadio Municipal de La Pintana, Santiago de Chile |  |

- Posición final: Campeón invicto.

### Nations Cup
| 9 de junio | España | 8 - 44 | Argentina XV | Estadio nacional de rugby Arcul de Triumf, Bucarest |  |

| 13 de junio | Italia A | 30 - 40 | Argentina XV | Estadio nacional de rugby Arcul de Triumf, Bucarest |  |

| 18 de junio | Rumania | 20 - 8 | Argentina XV | Estadio nacional de rugby Arcul de Triumf, Bucarest |  |

- Posición final: Subcampeón con dos victorias y una derrota.

### Americas Pacific Challenge
| 8 de octubre 12:30 (UTC−3) | Argentina XV | 56 - 29 | Canadá A | Estadio Charrúa, Montevideo, Uruguay                    |                                                         |
|                            | Tries · Segundo Tuculet 10' · Bautista Delguy 14' · Benjamín Macome 28', 36', 45', 68' · Facundo Gigena 56' · Rodrigo Báez 74' · Conversiones · Juan Cruz González 11', 14', 29', 36', 46', 56' · Domingo Miotti 68', 75' · Tarjetas · Cristian Bartolini 23' hasta 33' · Juan Cruz Guillemain 24' hasta 34' | Reporte | Tries · 62' Gordon McRorie · 69' Adrian Wadden · 78' Ben Lesage · 80' Bay Barkwill · Conversiones · 63' Gordon McRorie · 78', 80' Robbie Povey · Penales · 17' Gordon McRorie · Tarjetas · 55' hasta 65' Ray Barkwill · 59' hasta 69' Rob Brouwer | Asistencia: 500 espectadores Árbitro(s): Joaquín Montes | Asistencia: 500 espectadores Árbitro(s): Joaquín Montes |

| 12 de octubre 16:30 (UTC−3) | Argentina XV | 71 - 7  | Uruguay XV                                                  | Estadio Charrúa, Montevideo, Uruguay |                       |
|                             | Tries Santiago Montagner 10' Cristian Bartoloni 13' Bautista Delguy 21', 65' Domingo Bertranou 25' Facundo Bosch 32' Juan Cruz Guillemain 36' Julián Domínguez 39' Fernando Luna 75', 80' Juan Capiello 78' Conversiones Domingo Miotti 10', 21', 25', 40' Juan Cruz González 66', 75', 78', 80' | Reporte | Tries 45' Andrés Rocco Conversiones 45' Jerónimo Etcheverry | Árbitro(s): Tim Baker                | Árbitro(s): Tim Baker |

| 16 de octubre 16:30 (UTC−3) | Argentina XV | 27 - 26 | Fiji Warriors | Estadio Charrúa, Montevideo, Uruguay |                            |
|                             | Tries Juan Cruz González 29' Julián Domínguez 37' Pedro Ortega 84' Conversiones Juan Cruz González 30', 38', 85' Penales Juan Cruz González 14', 65' | Reporte | Tries · 48', 61', 68' Lepani Raiyala · 51' Ifereimi Tovilevu · Conversiones · 52', 62', 68' Alivereti Veitokani · Tarjetas · 22' hasta 32' Mesake Doge · 38' hasta 48' Ifereimi Tovilevu | Árbitro(s): Joaquín Montes           | Árbitro(s): Joaquín Montes |

- Posición final: Campeón con tres victorias.

## Jaguares
A partir de 2016, Argentina compite en el Super Rugby con un equipo, los Jaguares, gestionado por la Unión Argentina de Rugby.
El plantel es joven, con 26 jugadores de hasta 25 años de edad y solamente cinco que han cumplido 30 años. 30 jugadores provinieron de clubes amateurs argentinos, mientras que seis retornaron de clubes de Francia y cinco de las islas británicas.
Los Jaguares finalizaron terceros de cuatro equipos en la conferencia África 2 y quintos de ocho en el grupo África, con un saldo de cuatro victorias y once derrotas.

### Fase regular
| 26 de febrero, 19:00 (UTC+2)                                                                            | Cheetahs | 33 - 34 | Jaguares | Estadio Free State, Bloemfontein |                          |
| | Tries Francois Venter 11' Torsten van Jaarsveld 27' William Small-Smith 32' Conversiones Fred Zeilinga (2/4) 12', 18' Penales Fred Zeilinga (1/3) 46', 55' Daniel Marais (1/1) 73' Try penal 1 (21') | Reporte | Tries 40' Agustín Creevy 45' Rodrigo Baez 37', 65' Martín Landajo Conversiones 38', 40+', 46', 68' Nicolás Sánchez (4/4) Penales Nicolás Sánchez (1/2) 13' Drop 72' Nicolás Sánchez (1/1) | Árbitro(s): Stuart Berry         | Árbitro(s): Stuart Berry |
| Primer partido del SuperRugby para la franquicia argentina. En horario argentino: 26 de febrero, 14:00. | |         | |                                  |                          |

| 5 de marzo, 19:20 (UTC+2)                   | Sharks | 19 - 15 | Jaguares | Estadio Kings Park, Durban |                         |
|                                             | Tries Marcell Coetee 9' Conversiones Joe Pietersen (1/1) 10' Penales Joe Pietersen (4/5) 2', 27', 51', 68' | Reporte | Tries 6' Emiliano Boffelli 36' Santiago Cordero Conversiones 6' Nicolás Sánchez Penales 15' Nicolás Sánchez (1/2) | Árbitro(s): Jaco Peyper    | Árbitro(s): Jaco Peyper |
| En horario argentino: 26 de febrero, 14:20. | |         | |                            |                         |

| 19 de marzo, 19:00 (UTC-3)                 | Jaguares | 26 - 30 | Chiefs | Estadio José Amalfitani, Buenos Aires |                           |
|                                            | Tries Agustín Creevy 12' Martín Landajo 71' Matías Moroni 72' Conversiones Nicolás Sánchez 71' (1/3) Penales Nicolás Sánchez (3/3) 8', 26', 38' | Reporte | Tries 16' Sam McNicol 19' Damian McKenzie 52' James Lowe 77' Brad Weber Conversiones 53', 79' Damian McKenzie (2/2) Aaron Cruden (0/2) Penales 3' Aaron Cruden 46' Damian McKenzie (1/2) | Árbitro(s): Chris Pollock             | Árbitro(s): Chris Pollock |
| Primer partido del SuperRugby en Argentina | |         | |                                       |                           |

| 26 de marzo, 19:00 (UTC-3) | Jaguares                                                                                             | 8 - 13  | Stormers                                                                           | Estadio José Amalfitani, Buenos Aires |                           |
|                            | Tries Jerónimo De La Fuente 40' Conversiones Nicolás Sánchez (0/1) Penales Nicolás Sánchez (1/2) 19' | Reporte | Tries 22' Cheslin Kolbe Conversiones 24' Kurt Coleman Penales 3', 17' Kurt Coleman | Árbitro(s): Chris Pollock             | Árbitro(s): Chris Pollock |

| 2 de abril, 19:35 (UTC+11)              | Blues                                                                                                 | 24 - 16 | Jaguares | QBE Stadium, Auckland      |                            |
|                                         | Tries Steven Luatua 30' Conversiones Ihaia West (1/2) 40' Penales Ihaia West (4/5) 36', 55', 59', 69' | Reporte | Tries Gonzalo Bertranou 64' Conversiones Nicolás Sánchez (1/1) 64' Penales Santiago Gonzalez Iglesias (3/4) 8', 23', 45' | Árbitro(s): Michael Fraser | Árbitro(s): Michael Fraser |
| En horario argentino: 2 de abril, 3:35. | |         | |                            |                            |

| 9 de abril, 19:35 (UTC+12)              | Hurricanes | 40 - 22 | Jaguares | Estadio Westpac, Wellington |                         |
|                                         | Tries Beauden Barrett 10' Julian Savea 37', 39', 62' Dane Coles 56' Ben May 80' Conversiones Beauden Barrett (5/6) 11', 38', 40+1', 57', 80+2' Penales Beauden Barret (0/1) | Reporte | Tries 21' Leonardo Senatore 31' Matías Moroni 69' Martín Landajo Conversiones 22', 70' Nicolás Sánchez (2/3) Penales 50' Nicolás Sánchez (1/1) | Árbitro(s): Nick Briant     | Árbitro(s): Nick Briant |
| En horario argentino: 9 de abril, 4:35. | |         | |                             |                         |

| 15 de abril, 19:35 (UTC+12)              | Crusaders | 32 - 15 | Jaguares | AMI Stadium, Christchurch |                           |
|                                          | Tries Andrea Ellis 4' Israel Dagg 24', 62' Richie Mo'unga 29' Kieran Read 59' Conversiones Richie Mo'unga (2/5) 5', 30' Penales Richie Mo'unga 40+1' (1/2) | Reporte | Tries 47' Facundo Isa 76' Santiago González Iglesias Conversiones 48' Juan Martín Hernández (1/1) Santiago González Iglesias (0/1) Penales 11' Juan Martín Hernández | Árbitro(s): Craig Joubert | Árbitro(s): Craig Joubert |
| En horario argentino: 15 de abril, 4:35. | |         | |                           |                           |

| 23 de abril, 14:15 (UTC+9)               | Sunwolves | 36 - 28 | Jaguares | Chichibunomiya Stadium, Tokio |                            |
|                                          | Tries Yasutaka Sasakura 20' Derek Carpenter 56' Harumichi Tatekawa 80' Conversiones Tusi Pisi (3/3) 21', 56', 80' Penales Tusi Pisi (4/5) 5', 32', 66', 71' Riaan Viljoen 45' Drop Tusi Pisi (0/1) Riaan Viljoen (0/1) | Reporte | Tries 7' Agustín Creevy 10' Lucas González Amorosino 34' Emiliano Boffelli 47' Facundo Isa Conversiones 48' Juan Martín Hernández (1/4) Penales 40', 68' Juan Martín Hernández (2/4) | Árbitro(s): Jamie Nutbrown    | Árbitro(s): Jamie Nutbrown |
| En horario argentino: 23 de abril, 2:15. | |         | |                               |                            |

| 30 de abril, 19:00 (UTC-3) | Jaguares | 73 - 27 | Southern Kings | Estadio José Amalfitani, Buenos Aires |                          |
|                            | Tries Juan Martín Hernández 1' Santiago Cordero 8' Leonardo Senatore 14', 62', 69' Nicolás Sánchez 18' Agustín Creevy 33' Manuel Montero 37' Matías Alemanno 41' Emiliano Boffelli 49' Martín Landajo 53' Conversiones Nicolás Sánchez 2', 9', 15', 19', 38', 42', 50', 54', 63' (7/9) | Reporte | Tries 25' Chris Cloete 40' Stefan Watermeyer 46' Thembelani Bholi 78' Steven Sykes Conversiones 40', 46' Elgar Watts (2/3) Louis Fouche (0/1) Penales 6' Elgar Watts (1/1) | Árbitro(s): Stuart Berry              | Árbitro(s): Stuart Berry |

| 14 de mayo, 19:00 (UTC-3) | Jaguares | 22 - 25 | Sharks | Estadio José Amalfitani, Buenos Aires |                                       |
|                           | Tries Tomás Lavanini 7' Martín Landajo 17' Santiago García Botta 71' Conversiones Nicolás Sánchez (2/2) 7', 17' Martín Hernández (0/1) Penales Nicolás Sánchez (1/1) 38' Drop Nicolas Sánchez (0/1) | Reporte | Tries 34' Daniel du Preez Conversiones 35' Patrick Lambie (1/1) Penales 11', 15', 27', 29', 49', 79' Patrick Lambie (6 | Árbitro(s): Marius van der Westhuizen | Árbitro(s): Marius van der Westhuizen |

| 21 de mayo, 17:05 (UTC-2)                | Lions                      | 52 - 24 | Jaguares                   | Emirates Airlines Park, Johannesburgo |             |
|                                          | Tries Conversiones Penales |         | Tries Conversiones Penales | Árbitro(s):                           | Árbitro(s): |
| En horario argentino: 21 de mayo, 12:05. |                            |         |                            |                                       |             |

| 27 de mayo, 19:00 (UTC+2)               | Southern Kings | 29 - 22 | Jaguares | Nelson Mandela Bay, Puerto Elizabeth |                         |
|                                         | Tries Schalk Ferreira 58' Try penal 71' Dewald Human 73' Wandie Mjekevu 76' Conversiones Louis Fouche (3/4) 59', 71', 74' Penales Louis Fouche 1' | Reporte | Tries 62' Facundo Isa Conversiones 62' Nicolás Sánchez (1/1) Penales 16', 34', 41', 46', 51' Nicolás Sánchez (5/5) | Árbitro(s): Nick Briant              | Árbitro(s): Nick Briant |
| En horario argentino: 27 de mayo, 14:00 | |         | |                                      |                         |

| 2 de julio, 18:40 (UTC-3) | Jaguares | 29 - 11 | Bulls                                                                                             | Estadio José Amalfitani, Buenos Aires |                           |
|                           | Tries Pablo Matera 13' Agustín Creevy 21', 54' Conversiones Nicolás Sánchez (1/3) 13' Penales Nicolás Sánchez (4/4) 11', 46', 63', 68' Martín Landajo (0/1) | Reporte | Tries 59' Piet van Zyl Conversiones Francois Brummer (0/1) Penales 8', 33' Francois Brummer (2/4) | Árbitro(s): Craig Joubert             | Árbitro(s): Craig Joubert |

| 9 de julio, 19:00 (UTC-3) | Jaguares                                                          | 8 - 34  | Highlanders | Estadio José Amalfitani, Buenos Aires |                           |
|                           | Tries Juan Martín Hernández 35' Penales Nicolás Sánchez 11' (1/1) | Reporte | Tries 1' Ben Smith 13' Rob Thompson 31', 63' Eliott Dixon Conversiones 3', 15', 33', 64' Lima Sopoaga Penales 38' 45' Lima Sopoaga | Árbitro(s): Angus Gardner             | Árbitro(s): Angus Gardner |

| 16 de julio, 19:00 (UTC-3) | Jaguares                   | 34 - 22 | Lions                      | Estadio José Amalfitani, Buenos Aires |             |
|                            | Tries Conversiones Penales |         | Tries Conversiones Penales | Árbitro(s):                           | Árbitro(s): |

## Pumas M20 y M19
- Sudamérica Rugby Cup Juvenil M19: Campeón
- Campeonato Mundial M20: 3.º puesto

## Torneos de selecciones provinciales

### Campeonato Argentino
Zona Campeonato
| Pos | Equipo       | Puntos |
| --- | ------------ | ------ |
| 1   | Buenos Aires | 18     |
| 2   | Cuyo         | 16     |
| 3   | Salta        | 13     |
| 4   | Cordobesa    | 11     |
| 5   | Rosario      | 8      |
| 6   | Tucumán      | 7      |

Zona Ascenso A
| Pos | Equipo        | Puntos |
| --- | ------------- | ------ |
| 1   | Noreste       | 23     |
| 2   | Entrerriana   | 14*    |
| 5   | Santafesina   | 14*    |
| 4   | Mar del Plata | 10     |
| 5   | Sur           | 4      |
| 6   | Alto Valle    | 2      |

- *: Partido postergado.

Zona Ascenso B
| Pos | Equipo      | Puntos |
| --- | ----------- | ------ |
| 1   | Uruguay XV  | 20     |
| 2   | Santiagueña | 15     |
| 3   | Chubut      | 14     |
| 4   | Sanjuanina  | 14     |
| 5   | Oeste       | 11     |
| 6   | Lagos       | 0      |

## Torneos nacionales de clubes
El Torneo del Interior B contó con los dos equipos finalistas del Campeonato Uruguayo 2015: Old Christians y Old Boys.
| Región                                 | Torneo Nacional                                                                          | Torneo del Interior A                                     | Torneo del Interior B                   |
| -------------------------------------- | ---------------------------------------------------------------------------------------- | --------------------------------------------------------- | --------------------------------------- |
| URBA                                   | \| - Hindú - Newman - Belgrano - La Plata \| - CUBA - Atlético del Rosario - San Luis \| | -                                                         | -                                       |
| Centro                                 | Tala Urú Curé La Tablada                                                                 | Córdoba Athletic Palermo Bajo Universitario Córdoba       | Jockey de Villa María Jockey de Córdoba |
| Litoral                                | Duendes CRAI Gimnasia y Esgrima                                                          | Jockey de Rosario Universitario Rosario Old Resian        | Logaritmo Universitario Santa Fe        |
| Noroeste                               | Tucumán Rugby Universitario Tucumán Tucumán Lawn Tennis                                  | Cardenales Los Tarcos Jockey de Salta Universitario Salta | Huirapuca Natación y Gimnasia Old Lions |
| Pampeana                               | -                                                                                        | Mar del Plata IPR Sporting Sportiva                       | San Ignacio Universitario Mar del Plata |
| Oeste                                  | -                                                                                        | Marista Mendoza                                           | Tequé Los Tordos Liceo                  |
| Patagónica                             | -                                                                                        | Neuquén                                                   | Bigornia Marabunta                      |
| Noreste                                | -                                                                                        | -                                                         | San Patricio CURNE                      |
| Uruguay                                | -                                                                                        | -                                                         | Old Christians Old Boys                 |
| - Hindú - Newman - Belgrano - La Plata | - CUBA - Atlético del Rosario - San Luis                                                 |                                                           |                                         |

### Torneo Nacional de Clubes
| Posición                  | Equipo                | Región   |
| ------------------------- | --------------------- | -------- |
| Campeón                   | Hindú                 | URBA     |
| Final de campeonato       | Belgrano              | URBA     |
| Semifinales de campeonato | CUBA                  | URBA     |
| Semifinales de campeonato | Tala                  | Centro   |
| Cuartos de campeonato     | Atlético del Rosario  | URBA     |
| Cuartos de campeonato     | Newman                | URBA     |
| Cuartos de campeonato     | CRAI                  | Litoral  |
| Cuartos de campeonato     | Tucumán Rugby         | Noroeste |
| Primera fase              | Gimnasia y Esgrima    | Litoral  |
| Primera fase              | La Plata              | URBA     |
| Primera fase              | San Luis              | URBA     |
| Primera fase              | Urú Curé              | Centro   |
| Primera fase              | Duendes               | Litoral  |
| Primera fase              | Universitario Tucumán | Noroeste |
| Final de descenso         | Tucumán Lawn Tennis   | Noroeste |
| Descenso                  | La Tablada            | Centro   |

### Torneo del Interior A
| Posición                | Equipo                 | Región     |
| ----------------------- | ---------------------- | ---------- |
| Campeón                 | Los Tarcos             | Noroeste   |
| Final de ascenso        | Jockey de Rosario      | Litoral    |
| Semifinales de ascenso  | Cardenales             | Noroeste   |
| Semifinales de ascenso  | Córdoba Athletic       | Centro     |
| Cuartos de ascenso      | Universitario de Salta | Noroeste   |
| Cuartos de ascenso      | Mar del Plata          | Pampeana   |
| Cuartos de ascenso      | Jockey de Salta        | Noroeste   |
| Cuartos de ascenso      | Mendoza                | Oeste      |
| Cuartos de descenso     | Palermo Bajo           | Centro     |
| Cuartos de descenso     | Sportiva               | Pampeana   |
| Cuartos de descenso     | Universitario Rosario  | Litoral    |
| Cuartos de descenso     | IPR Sporting           | Pampeana   |
| Semifinales de descenso | Old Resian             | Litoral    |
| Semifinales de descenso | Marista                | Oeste      |
| Final de descenso       | Universitario Córdoba  | Centro     |
| Descenso                | Neuquén                | Patagónica |

### Torneo del Interior B
| Posición               | Equipo            | Región   |
| ---------------------- | ----------------- | -------- |
| Campeón                | Huirapuca         | Noroeste |
| Final de ascenso       | Old Christians    | Uruguay  |
| Semifinales de ascenso | Los Tordos        | Oeste    |
| Semifinales de ascenso | Jockey de Córdoba | Centro   |
| Cuartos de ascenso     | CURNE             | Noreste  |
| Cuartos de ascenso     | Old Boys          | Uruguay  |
| Cuartos de ascenso     | San Ignacio       | Pampeana |
| Cuartos de ascenso     | Liceo             | Oeste    |

## Torneos regionales de clubes

### Torneo de la URBA
Etapa regular
| Pos | Equipo               | Partidos jugados | Victorias | Empates | Derrotas | Puntos |
| --- | -------------------- | ---------------- | --------- | ------- | -------- | ------ |
| 1   | Hindú                | 13               | 12        | 1       | 0        | 54     |
| 2   | Belgrano             | 13               | 11        | 0       | 2        | 51     |
| 3   | San Luis             | 13               | 9         | 0       | 4        | 40     |
| 4   | Regatas              | 13               | 8         | 0       | 5        | 39     |
| 5   | Newman               | 13               | 9         | 0       | 4        | 39     |
| 6   | SIC                  | 13               | 8         | 1       | 4        | 38     |
| 7   | CASI                 | 13               | 7         | 0       | 6        | 35     |
| 8   | CUBA                 | 13               | 7         | 0       | 6        | 35     |
| 9   | Alumni               | 13               | 4         | 1       | 8        | 25     |
| 10  | La Plata             | 13               | 3         | 2       | 8        | 21     |
| 11  | Pucará               | 13               | 4         | 0       | 9        | 20     |
| 12  | Atlético del Rosario | 13               | 4         | 0       | 9        | 18     |
| 13  | Los Tilos            | 13               | 2         | 1       | 10       | 13     |
| 14  | Mariano Moreno       | 13               | 0         | 0       | 13       | 0      |

Fase final
| Pos              | Equipo              |
| ---------------- | ------------------- |
| Campeón          | Belgrano            |
| Subcampeón       | Hindú               |
| Semifinales      | Newman              |
| Semifinales      | San Luis            |
| Cuartos de final | Regatas Bella Vista |
| Cuartos de final | SIC                 |

### Torneo de Córdoba
Primera etapa
| Pos | Equipo                | Partidos jugados | Victorias | Empates | Derrotas | Puntos |
| --- | --------------------- | ---------------- | --------- | ------- | -------- | ------ |
| 1   | Tala                  | 10               | 10        | 0       | 0        | 46     |
| 2   | Urú Curé              | 10               | 7         | 1       | 2        | 37     |
| 3   | Jockey de Córdoba     | 10               | 7         | 1       | 2        | 36     |
| 4   | Palermo Bajo          | 10               | 7         | 1       | 2        | 33     |
| 5   | Córdoba Athletic      | 10               | 5         | 1       | 4        | 29     |
| 6   | Jockey de Villa María | 10               | 6         | 0       | 4        | 29     |
| 7   | La Tablada            | 10               | 5         | 0       | 5        | 24     |
| 8   | Universitario Córdoba | 10               | 2         | 1       | 7        | 12     |
| 9   | Córdoba Rugby         | 10               | 2         | 0       | 8        | 9      |
| 10  | Carlos Paz            | 10               | 1         | 0       | 9        | 4      |
| 11  | San Martín            | 10               | 0         | 1       | 9        | 3      |

### Torneo Regional del Litoral
Primera etapa
| Pos | Equipo                 | Puntos |
| --- | ---------------------- | ------ |
| 1   | Duendes                | 47     |
| 2   | CRAI                   | 42     |
| 3   | Jockey de Rosario      | 39     |
| 4   | Gimnasia y Esgrima     | 37     |
| 5   | Old Resian             | 28     |
| 6   | Estudiantes            | 25     |
| 7   | Provincial             | 24     |
| 8   | CRAR                   | 23     |
| 9   | Logaritmo              | 21     |
| 10  | Santa Fe Rugby         | 21     |
| 11  | Universitario Rosario  | 13     |
| 12  | Universitario Santa Fe | 1      |

Zona Campeonato
| Pos | Equipo             | Puntos |
| --- | ------------------ | ------ |
| 1   | Jockey de Rosario  | 18     |
| 2   | CRAI               | 16     |
| 3   | Old Resian         | 15     |
| 4   | Duendes            | 15     |
| 5   | Gimnasia y Esgrima | 12     |
| 6   | Estudiantes        | 1      |

Fase final
| Pos | Equipo                    |
| --- | ------------------------- |
| 1   | Duendes                   |
| 2   | Old Resian                |
| 3   | CRAI                      |
| 4   | Jockey de Rosario         |
| 5   | Gimnasia y Esgrima        |
| 6   | Estudiantes               |
| 7   | Santa Fe RC               |
| 8   | Provincial                |
| 9   | Universitario de Santa Fe |
| 10  | Rowing                    |
| 11  | Universitario de Rosario  |
| 12  | Tilcara                   |

### Torneo Regional del Noroeste
Etapa regular
| Pos | Equipo               | Partidos jugados | Victorias | Empates | Derrotas | Puntos |
| --- | -------------------- | ---------------- | --------- | ------- | -------- | ------ |
| 1   | Tucumán Rugby        | 15               | 15        | 0       | 0        | 69     |
| 2   | Huirapuca            | 15               | 11        | 0       | 4        | 52     |
| 3   | Los Tarcos           | 15               | 11        | 0       | 4        | 52     |
| 4   | Universitario (T)    | 15               | 10        | 0       | 5        | 48     |
| 5   | Universitario (S)    | 15               | 10        | 0       | 5        | 46     |
| 6   | Jockey Club (S)      | 15               | 8         | 1       | 6        | 45     |
| 7   | Cardenales           | 15               | 9         | 0       | 6        | 43     |
| 8   | Natación y Gimnasia  | 15               | 9         | 0       | 6        | 43     |
| 9   | Tucumán Lawn Tennis  | 15               | 8         | 0       | 7        | 42     |
| 10  | Lince                | 15               | 6         | 1       | 8        | 31     |
| 11  | Gimnasia y Tiro      | 15               | 6         | 0       | 9        | 30     |
| 12  | Santiago Lawn Tennis | 15               | 6         | 0       | 9        | 29     |
| 13  | Jockey Club (T)      | 15               | 5         | 0       | 10       | 24     |
| 14  | Old Lions            | 15               | 3         | 0       | 12       | 18     |
| 15  | Tigres RC            | 15               | 1         | 0       | 14       | 8      |
| 16  | Coipu                | 15               | 1         | 0       | 14       | 4      |

Zona Campeonato
| Pos | Equipo              | Partidos jugados | Victorias | Empates | Derrotas | Puntos |
| --- | ------------------- | ---------------- | --------- | ------- | -------- | ------ |
| 1   | Huirapuca           | 7                | 5         | 1       | 1        | 25     |
| 2   | Universitario (T)   | 7                | 6         | 0       | 1        | 25     |
| 3   | Tucumán Rugby       | 7                | 5         | 0       | 2        | 24     |
| 4   | Los Tarcos          | 7                | 5         | 0       | 2        | 24     |
| 5   | Universitario (S)   | 7                | 3         | 0       | 4        | 15     |
| 6   | Cardenales          | 7                | 2         | 0       | 5        | 11     |
| 7   | Jockey Club (S)     | 7                | 1         | 1       | 5        | 8      |
| 8   | Natación y Gimnasia | 7                | 0         | 0       | 7        | 2      |

### Torneo Regional Pampeano
| Pos | Equipo                      | Puntos |
| --- | --------------------------- | ------ |
| 1   | Mar del Plata Club          | 58     |
| 2   | Sporting                    | 56     |
| 3   | Sportiva                    | 44     |
| 4   | San Ignacio                 | 28     |
| 5   | Comercial                   | 21     |
| 6   | Los Cardos                  | 21     |
| 7   | Universitario Mar del Plata | 18     |
| 8   | Universitario Bahía Blanca  | 17     |

## Premios
- Premios Olimpia
  - Nominados: Facundo Isa, Nicolás Sánchez, Francisco Ferronato.